# Посаль-де-Гальїнас
Посаль-де-Гальїнас (ісп. Pozal de Gallinas) — муніципалітет в Іспанії, у складі автономної спільноти Кастилія-і-Леон, у провінції Вальядолід. Населення — 535 осіб (2010).
Муніципалітет розташований на відстані близько 140 км на північний захід від Мадрида, 38 км на південь від Вальядоліда.

## Демографія
Динаміка населення (INE ):